# Маилян, Арам Рубенович
Арам Рубенович Маилян (арм. Արամ Ռուբենի Մայիլյան; 6 февраля 1954, Тавушская область — 28 августа 2020, Ереван) ― армянский политик, государственный деятель, активный участник карабахского движения, депутат первого парламента Армении (Верховного Совета РА) (1990—1995), член Государственного комитета по референдуму о независимости Армении 21 сентября 1991 года, учёный, кандидат физико-математических наук.

## Биография
Родился 6 февраля 1954 года в селе Навур Шамшадинского района Армянской ССР (ныне село Ицакар Тавушской области).
В возрасте шести лет его семья переехала из Навура в Ереван, где в 1971 году Арам Маилян окончил школу № 135. В 1971 году поступил и в 1976 году окончил факультет радионекротики Национального политехнического университета Армении по специальности инженер-электронщик. В 1980—1982 годах учился и с отличием окончил факультет социальных наук Национального политехнического университета по специальности «Устный переводчик английской технической литературы». В апреле 1987 года защитил кандидатскую диссертацию по специальности «Физика полупроводников» и получил учёную степень кандидата физико-математических наук.
В 1976—1978 годах работал старшим лаборантом на кафедре полупроводников Ереванского политехнического института. В 1978—1979 годах работал старшим инженером Ереванского государственного университета. В 1979—1980 годах работал на заводе «Базальт» регулятором радиоаппаратуры. В 1980—1988 годах трудился старшим инженером на кафедре полупроводников Ереванского государственного университета. С января 1988 по февраль 1989 года ― старший научный сотрудник ЕПИ. В 1989—1990 годах работал старшим инженером, затем старшим научным сотрудником Физической лаборатории полупроводниковых материалов и оборудования ЕГУ. С августа 1999 по июнь 2000 года, затем с января по октябрь 2007 года работал в колледже «Квантум» заместителем директора. В 2001—2002 годах был заместителем начальника управления информационных технологий Министерства промышленности и торговли Армении. В 2002—2006 годах возглавлял Департамент развития информационных технологий переименованного в Министерство торговли и экономического развития. 15 декабря 2003 года ему было присвоено звание советника государственной службы РА 2 класса. С 1 февраля 2010 года до своей смерти 28 августа 2020 года Арам Маилян работал старшим научным сотрудником Институт проблем информатики и автоматизации в Национальной академии наук Республики Армения.
Внезапно скончался 28 августа 2020 года в Ереване.

## Политическая карьера
Арам Маилян стоял у истоков становления независимой армянской государственности: он является одним из основателей независимой Республики Армения. Политическая деятельность Маиляна началась с Карабахского движения. С самого начала движения, участвуя в организационных работах и инициативах движения, с 1988 по ноябрь 1989 года он руководил региональной организацией «Нор Норк». На учредительном съезде Армянского общенационального движения (АПНД) в ноябре 1989 года Арам Маилян был избран членом правления АПНМ. В 1990—1995 годах был членом Верховного Совета Армении, секретарём Постоянной комиссии ВС по иностранным делам, председатель армяно-британской парламентской группы. Как член Государственного комитета по референдуму о независимости Армении 21 сентября 1991 года, Арам Маилян координировал работы с иностранными наблюдателями.
Арам Маилян постоянно избирался членом правления Армянского общенационального движения (АПНД) в 1989—1994 годах. 20 июля 1994 года в результате углубляющихся политических разногласий с высшим руководством Армении и руководством АПНМ Арам Маилян был исключен из АПНМ вместе с рядом членов Совета АПНМ. Заседание Совета АПНМ 20 июля вел первый президент Армении Левон Тер-Петросян. Исключенные из состава правления АПНМ депутаты (А. Маилян, Алб. Багдасарян, В. Зурначян, Эд. Джагинян) создали в парламенте парламентскую группу «Национальное движение».
В 1995 году Арам Маилян присоединился к Национально-демократическому союзу (НДУ), ранее дистанцировавшемуся от АПНМ, которым руководил первый премьер-министр РА Вазген Манукян. На съезде НДУ А. Маилян был избран членом Правления, одновременно руководя пресс-службой НДУ. В мае 1999 года из-за политических разногласий Маилян покидает НДУ, обвиняя руководство партии в сотрудничестве с властями, внутрикастовом формировании, переходе от либерализма к социалистической идеологии.
В октябре 2002 года при поддержке ереванского офиса Национального демократического института США (NDI) Арам Маилян создает «Клуб политических дебатов», деятельность которого он возглавляет до 2006 года. С ноября 2007 по ноябрь 2008 года был координатором программы «Формирование политической культуры в Армении», вновь организованной при поддержке Национального демократического института США. Арам Маилян также был одним из основателей Клуба бывших парламентариев «Верховный Совет». В декабря 2014 года в Национальном Собрании выступил против присоединения Армении к ЕАЭС.
Как один из основателей политической инициативы «Политическая лига», по инициативе Арама Маиляна Лига начала сбор подписей в Интернете за отзыв Московского соглашения 1921 года и устранение исторической несправедливости.

## Научная деятельность
Арам Маилян является автором более 100 политико-аналитических статей, посвящённых проблемам общественной жизни Армении, внутренним и внешнеполитическим вопросам, международным отношениям. В своих статьях и интервью он четко предвидел эти политические события, предупреждал обо всех тех вызовах и угрозах, с которыми может столкнуться Армения. Как учёный, он является автором и соавтором множества статей, посвященных физике полупроводников и нанотехнологиям: статьи публиковались как в армянских, так и в зарубежных научных журналах. Арам Маилян был автором также рассказов, которые были изданы отдельной книгой под названием «Семь рассказов», а также в английских журналах.

## Семья
Его отец, Рубен Маилян, был агрономом; его мать, Саргёл Нигоян, была председателем совета деревни Навур. Его жена Нарине Мкртчян — президент Национального пресс-клуба, известный журналист, публицист, аналитик, преподаватель факультета международных отношений ЕГУ. Его дочь, Сосе Маилян, окончила юридический факультет ЕГУ со степенью бакалавра, имеет степень магистра Копенгагенского университета, является научным сотрудником Дублинского городского университета, экспертом по европейскому и международному праву, аффилированным членом DCU. Институт Brexit.